# ولفگانگ کلمنت
ولفگانگ کلمنت (به آلمانی: Wolfgang Clement) (زاده ۷ ژوئیه ۱۹۴۰ در بوخوم) سیاست‌مداری آلمانی از حزب سوسیال دموکرات آلمان است. او از ۱۹۹۸ تا ۲۰۰۲ رهبر ایالت نوردراین-وستفالن و از ۲۰۰۲ تا ۲۰۰۵ وزیر فدرال اقتصاد و کار آلمان بود.